# Automotrice FS ALn 56.4000
Le automotrici ALn 56.4000 sono state dei prototipi sperimentali costruiti dall'Ansaldo per le Ferrovie dello Stato (FS).
Costruite in sole tre unità come premesse per eventuali future ordinazioni e consegnate a cavallo dell'entrata dell'Italia nella Seconda guerra mondiale, vennero accantonate dopo pochi mesi di esercizio a causa della penuria di combustibile.
Rimaste gravemente danneggiate, nel dopoguerra vennero radiate dal parco delle FS e vendute alla Ferrovia Mantova-Peschiera, che le ripristinò e le utilizzò fino alla propria chiusura.

## Premesse
Nella seconda metà degli anni trenta la FIAT Ferroviaria e la Breda, forti del successo conseguito con le automotrici da esse progettate e costruite, si stavano imponendo come principali fornitrici delle FS e delle altre aziende ferroviarie italiane per quel segmento del mercato.
Tale situazione impensieriva le altre industrie costruttrici di materiale rotabile giacché era prevedibile che le FS e le altre aziende volessero sostituire la trazione a vapore con quella endotermica specialmente sulle linee a scarso traffico, dato anche lo sviluppo crescente della motorizzazione stradale che, grazie al perfezionamento della viabilità e alla diffusione di autobus di linea più moderni, avrebbe stimolato sempre di più la concorrenza fra i due modi di trasporto.
Tra le aziende tradizionalmente fornitrici delle FS c'era l'Ansaldo che, negli anni precedenti, aveva sostenuto un difficile processo di riorganizzazione interna e che aveva già una significativa esperienza nel campo dei motori Diesel per i mezzi militari terrestri e navali. Inoltre disponeva di un'esperienza nel settore della costruzione del materiale rotabile ferroviario che datava alle origini stesse dell'azienda (le locomotive "Sampierdarena" e "Alessandria", poi gruppo 113 FS, furono costruite nel 1854).
Va sottolineato anche che il primo motore Diesel "piatto" italiano fu progettato e costruito dalla stessa Ansaldo. Sebbene esso non abbia avuto seguito, avrebbe potuto avere un impiego anche sulle automotrici (i motori in uso sulle macchine coeve degli altri costruttori erano tanto ingombranti da dovere essere collocati nelle cabine di guida, protetti da voluminosi cofani, impedendo l'intercomunicazione).

## Progetto
Il progetto delle automotrici poi FS ALn 56.4000 fu sviluppato direttamente dall'Ansaldo, forse coadiuvata da collaboratori stranieri.
Dovendo inserirsi in un mercato dove era già presente una concorrenza molto qualificata, esso si caratterizzò per alcune scelte d'avanguardia. Tra esse, oltre al motore di limitato ingombro e che in un'ipotetica serie successiva avrebbe potuto permettere l'intercomunicazione con un'analoga macchina accoppiata, una cassa dalle linee molto arrotondate e priva di spigoli, al fine di una buona penetrazione aerodinamica.

## Costruzione
A seguito del D.M. 18 febbraio 1936 che le autorizzava, le automotrici furono ordinate dalle FS all'Ansaldo il 6 marzo 1936, con data di consegna prevista entro il 28 febbraio 1937.
La classificazione ALn 56.4000 specificava (cifra "4" prima del progressivo) che l'azienda costruttrice era l'Ansaldo.
L'unità 4001 entrò in servizio il 4 settembre 1939, la 4002 il 2 dicembre 1939 e la 4003 il 13 marzo 1940.
Come prassi per le FS, vennero ordinate solo tre unità onde sottoporle alle prove di tipo e d'esercizio, al termine delle quali valutarle ed eventualmente ordinare una serie più numerosa con cui eseguire l'esercizio vero e proprio. Il numero di tre macchine prototipo era dovuto alla prassi di avere una macchina in esercizio, una in officina per la manutenzione corrente o straordinaria e una di riserva.

## Caratteristiche
L'automotrice, a scartamento normale e con un rodiggio costituito da due carrelli, aveva una disposizione degli ambienti comprendente due cabine di guida alle estremità, due compartimenti per i viaggiatori (uno di seconda classe con 16 posti e uno di terza classe con 40 posti) e un compartimento per i bagagli e per il servizio postale.
I rivestimenti interni erano in utilizzato legno e lamiera di alluminio, mentre il pavimento era isolato con fogli di sughero e ricoperto con linoleum.
Il riscaldamento degli ambienti per i viaggiatori e il personale, durante l'inverno, avveniva tramite radiatori, disposti sotto i sedili, in cui circolava l'acqua del circuito di raffreddamento dei motori.

### Parte meccanica
Le automotrici presentavano un aspetto innovativo, con il motore, un  V8 di dimensioni ridotte, nel sottocassa e non nel gran cofano interno all’abitacolo delle ALn56 delle altre serie e tra le ALn 56 erano le più potenti, con 100 Kw per ciascuno dei due motori, contro i 95 Kw delle Breda e gli 80 Kw delle FIAT.
Il telaio e gli elementi portanti della cassa furono costruiti con travi d'acciaio saldate elettricamente e rivestiti in lamiera d'acciaio.

### Parte termica
Motore [Costantini, Cruciani/Ferrari, Tanel]

## Esercizio
Le tre automotrici furono consegnate alle FS con un grande ritardo rispetto ai termini previsti dal contratto perché l'Ansaldo da mesi privilegiava la produzione bellica.
Nel 1939-1940 compirono delle corse di prova sulla linea Genova-La Spezia, e forse anche sulla Genova-Milano. Poi furono assegnate al deposito locomotive di Firenze Santa Maria Novella, città sede del Servizio Materiale e Trazione e dell'Officina Motori FS a cui era affidata la manutenzione delle automotrici termiche, per sottoporle alle prove preliminari di tipo dei prototipi.

### Servizi
Escludendo le corse di prova, le tre automotrici espletarono servizio commerciale sulle linee irradiantesi dal nodo fiorentino. Tuttavia la situazione bellica spinse le FS a impartire disposizioni affinché, dall'autunno 1940, i servizi con automotrici venissero sospesi su tutta la rete al fine di risparmiare combustibile, e anche le tre automotrici cessarono i servizi.
Alla cessazione delle ostilità due di esse furono recuperate, accantonate formalmente ma danneggiate, nella stazione di Figline Valdarno.
Le loro condizioni, e i mutati orientamenti delle FS che dovevano anzitutto perseguire la ricostruzione del parco distrutto dagli eventi bellici (tra l'altro molti motori endotermici erano stati smontati dalle automotrici e dagli automotori e messi a disposizione dalla Marina militare) piuttosto che proseguire sperimentazioni di prototipi, determinarono la decisione di radiarle in attesa della vendita per la demolizione o la cessione ad altre aziende ferroviarie.

### Depositi
1939: Deposito locomotive di Firenze Santa Maria Novella (3).
.

### Radiazione e vendita
Nel dopoguerra le FS vendettero i relitti di tutte e tre le automotrici alla Ferrovia Mantova Peschiera (FMP) (l'unità 4001 il 27 giugno 1952, la 4002 il 9 aprile 1949 e la 4003 il 2 luglio 1948).
La FMP, che nel 1948 aveva acquistati dalle FS anche i relitti delle automotrici ALg 56.401 e 402 a gassogeno, ne ricostruì tre che inserì nel proprio parco immatricolandole FMP ALn 68-401, ALn 64-402 e ALn 72-403. Tutt'e tre prestarono servizio fino alla chiusura della FMP, nel 1967. Poi, dopo alcuni anni d'abbandono all'aperto sulla piazza di Curtatone, furono vendute alla Società Veneta, che le utilizzò quali rimorchi.

### Fonti a stampa
- Antonio Costantini, Automotrici ferroviarie con motore a combustione interna, 2ª ed., Roma, Collegio Ingegneri Ferroviari Italiani, 1959, ISBN non esistente.

### Storiografia e complementi
- Nico Molino, Sergio Pautasso, Le automotrici della prima generazione, Torino, Edizioni Elledi, 1983, ISBN 88-7649-016-7.
- Marcello Cruciani, Ansaldo e le sue automotrici. Prima parte: la versione a nafta, in I treni oggi, vol. 7, n. 58, 1986,  pp. 15-19.
- Marcello Cruciani, Ansaldo e le sue automotrici. Seconda parte: le automotrici a gassogeno, in I treni oggi, vol. 7, n. 59, 1986,  pp. 14-19.
- Tutto treno tema: Ansaldo